# Gigantophis garstini
Il gigantofide (Gigantophis garstini) era un gigantesco serpente preistorico, vissuto nell'Eocene superiore (circa 40 milioni di anni fa). I suoi resti fossili sono stati ritrovati nella regione del Sahara (Egitto e Algeria).

## Descrizione
L'aspetto di questo animale doveva essere molto simile a quello di un gigantesco anaconda; dalla dimensione delle ossa fossili sinora rinvenute, si suppone che questo serpente potesse superare la lunghezza di 10 metri; se così fosse, il gigantofide sarebbe stato più grande dei maggiori ofidi attuali di un buon dieci per cento. Il corpo del gigantofide era molto grosso, e sicuramente era dotato di una forza notevole. Le vertebre hanno una conformazione primitiva, e permettono di riconoscere questo animale come un appartenente alla famiglia dei madtsoiidi.

## Stile di vita
Probabilmente il gigantofide viveva in prossimità di stagni o corsi d'acqua in aree dove la vegetazione era rigogliosa; le sue prede abituali dovevano essere piccoli mammiferi, ma è molto probabile che il gigantofide si nutrisse anche di animali ben più grandi come gli antenati degli odierni elefanti (Moeritherium), della taglia di un maiale, stritolandoli tra le spire.
Fino alla descrizione di Titanoboa, il gigantofide detenne il record di più grande serpente mai apparso sulla Terra. È possibile che serpenti giganti di dimensioni simili fossero relativamente comuni nelle foreste del Paleocene e dell'Eocene, quando il clima era molto più caldo di oggi, come confermato dalla scoperta di un altro madtsoide gigante, Vasuki dall'India.